# Pamela Fryman
Pamela Fryman (ur. 19 sierpnia 1959 w Filadelfii) – amerykańska reżyserka i producentka seriali (zwłaszcza sitcomów).

## Reżyseria

### Seriale telewizyjne
- Santa Barbara (1984-1993)
- Cafe Americain (1993−1994)
- Frasier (1993−2004)
- Przyjaciele (Friends) (1994–2004)
- Bless this house (1995)
- Hope & Gloria (1995–1996)
- Single Guy (1995–1997)
- Cybill (1995–1998)
- Naga prawda (Naked Truth) (1995–1998)
- Ned i Stacey (1995–1997)
- Dweebs (1995)
- Karolina w mieście (Caroline in the City) (1995–1999)
- Townies (1996)
- Perła (Pearl) (1996–1997)
- Good Company (1996)
- Fired Up (1997–1998)
- George & Leo (1997–1998)
- Ja się zastrzelę (Just Shoot Me!) (1997–2003)
- Simple Life (1998)
- Brawo, bis! (Encore! Encore!) (1998−1999)
- Diabli nadali (King of Queens) (1998–2007)
- Norman w tarapatach (Norm Show) (1999–2001)
- Welcome to New York (2000–2001)
- Three Sisters (2001–2002)
- Inside Schwartz (2001–2002)
- Nie ma jak u teściów (In-laws) (2002–2003)
- Happy Family (2003–2004)
- Moje wielkie greckie życie (My Big Fat Greek Life) (2003)
- Jak poznałem waszą matkę (How I Met Your Mother) (2005)
- Przypadek zgodny z planem (2009)

### Filmy
- Count Me In (2001)
- Gene Pool (2001)
- Karenskys (2009)